# Andre Morris
Andre Morris (* 26. Oktober 1972) ist ein ehemaliger US-amerikanischer Sprinter, der sich auf den 400-Meter-Lauf spezialisiert hat. Mit der US-amerikanischen 4-mal-400-Meter-Staffel wurde er 1999 in Maebashi Hallenweltmeister.

## Sportliche Laufbahn
Andre Morris absolvierte ein Studium an der University of Iowa. Erste internationale Erfahrungen sammelte er 1995, als er bei der Sommer-Universiade in Fukuoka in 47,28 s den achten Platz über 400 Meter belegte und mit der US-amerikanischen 4-mal-400-Meter-Staffel in 3:00,40 min die Goldmedaille gewann. 1999 siegte er mit der Staffel in 3:02,83 min gemeinsam mit Dameon Johnson, Deon Minor und Milton Campbell bei den Hallenweltmeisterschaften in Maebashi. 2007 beendete er dann seine aktive sportliche Karriere im Alter von 35 Jahren. 

## Persönliche Bestzeiten
- 200 Meter: 20,48 s (+1,7 m/s), 22. Mai 1999 in Cedar Falls
- 400 Meter: 45,15 s, 3. Juni 1995 in Knoxville
  - 400 Meter (Halle): 46,39 s, 27. Februar 1999 in Atlanta